# Bractéate de Pliezhausen
La bractéate de Pliezhausen ou broche de Pliezhausen est un artéfact archéologique du VIIe siècle découvert en 1929 à Pliezhausen, dans le Wurtemberg. C'est une bractéate, c'est-à-dire une médaille en or qui n'est frappée que d'un seul côté.
Elle est conservée au Landesmuseum Württemberg de Stuttgart.

## Histoire
La bractéate faisait partie du mobilier funéraire de la tombe d'une femme de haut rang excavée en 1929 à Pliezhausen. Elle constituait l'élément décoratif d'une fibule dont l'agrafe était en bronze. La tombe comprenait également un anneau et des fragments de fils en bronze, ainsi que 13 perles.

## Description
La bractéate mesure 7,5 cm de diamètre. Elle porte un motif complexe qui représente un guerrier à cheval tenant un bouclier rond et brandissant une lance au-dessus de sa tête, tandis que sa monture piétine un ennemi tombé au sol. Ce dernier se redresse pour saisir d'une main les rênes du cheval et, de l'autre, lui plonger son épée dans le poitrail. Sur la croupe de l'animal se tient agenouillé un humanoïde de petite taille. Il est représenté de manière très similaire au cavalier : ses bras et ses jambes sont dans la même position que les siennes, il porte aussi un petit bouclier rond et sa main gauche tient également la lance du cavalier. Au-dessus de la scène, deux animaux quadrupèdes se font face.
Un dessin très similaire apparaît sur les plaques décoratives du casque de Sutton Hoo, un artéfact de la même période retrouvé en Angleterre en 1939.

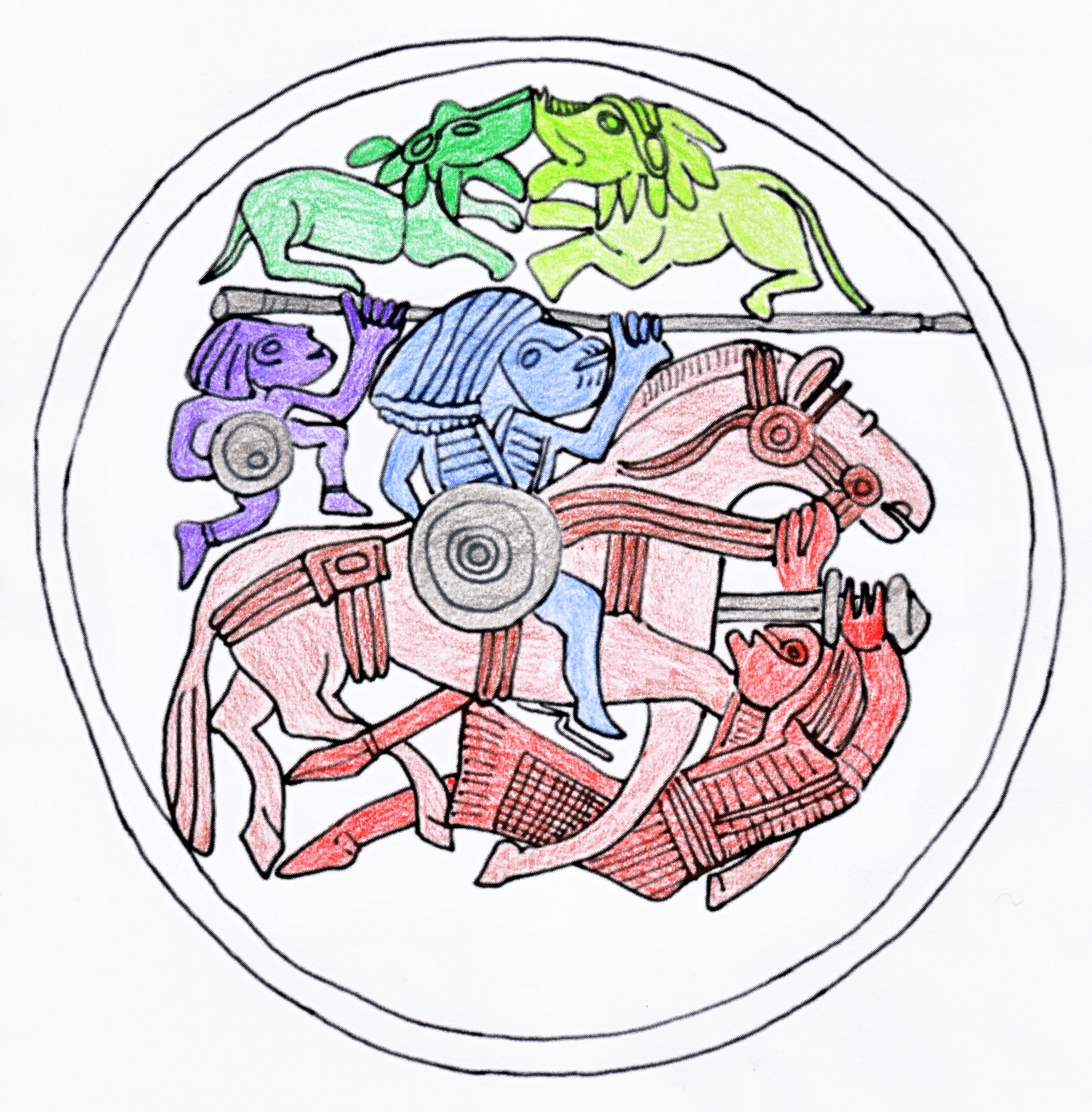
Schéma explicatif du dessin de la bractéate.
Le motif similaire du casque de Sutton Hoo.